# Sonidosaurus
Sonidosaurus saihangaobiensis
Genre
Espèce
Sonidosaurus est un genre fossile de dinosaures sauropodes, un titanosaure qui a vécu au Crétacé supérieur, en Chine où il a été découvert dans la formation géologique d'Iren Dabasu.
La seule espèce du genre, Sonidosaurus saihangaobiensis, a été décrite par Xu, Zhang, Tan, Zhao et Tan en 2006. Il était seulement un peu plus grand que son contemporain, trouvé dans la même formation, le grand oviraptoridé Gigantoraptor.

## Description

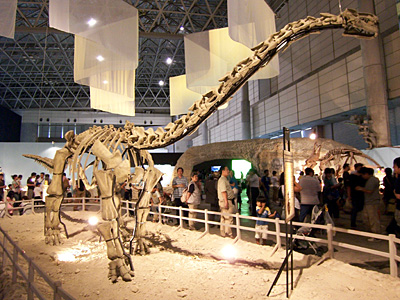
Reconstitution du squelette de Sonidosaurus saihangaobiensis.

C'est un titanosaure de taille modeste, d'environ 9 mètres de long.